# Kassiopi
Kassiopi (în greacă Κασσιόπη) este situat la poalele Muntelui Pantokrator, lângă orașul albanez Saranda și aparține unității municipale Kassopaia a municipiului Corfu de Nord.

## Istoric
Istoria insulei a fost puternic influențată de apropierea sa de continent. Satul Kassiopi a fost numit după zeul antic grec Kassios Zeus (un zeu oriental venerat în special în Egipt și Siria) în onoarea căruia a fost construit un templu. Kassiopi are o istorie care datează de multe secole și care merge până în epoca clasică și pre-romană. Se pare că satul a fost fondat în timpul domniei lui Pyrrhus, regele Epirului, în secolul al III-lea î.Hr., ca post de aprovizionare în timpul războiului său cu Roma. Corfu a fost cucerită de romanii în 230 î.Hr., iar împărații romani, inclusiv Cicero, Ptolemeu sau împăratul Nero, au venit pe insula Corfu pentru a vizita Templul lui Cassius sau Kassios Zeus.
În epoca medievală, templul lui Kassios Zeus a fost transformat de către Sfinții Iasonas și Sosipatros într-o biserică creștină pentru a o onora pe Sfânta Mamă – „Panagia Kassopitra” („Fecioara din Kassopitra”), un sanctuar religios vizitat de Richard Inimă de Leu, Miguel de Cervantes sau Giacomo Casanova. Biserica a făcut din Kassiopi un centru de pelerinaj în perioada Evului Mediu.
În 1537, biserica a fost arsă din temelii de către turci și a fost restaurată între 1590 și 1591. Noua biserică avea două altare pentru a servi atât religiei catolice cât și celei ortodoxe, iar inscripțiile de pe biserică poartă datele 1590, 1670 și 1832. Cea mai importantă comoară din biserică este Icoana Panagia Kassopitra despre care se spune că este miraculoasă și venerată ca ocrotitoare a marinarilor.
Micul promontoriu la nord de Kassiopi este dominat de Castelul Kassiopi (greacă: Κάστρο Κασσιώπης), unul dintre cele trei castele din perioada bizantină care împreună formau un triunghi defensiv, cu Gardiki străjuind sudul insulei, Kassiopi la nord-est și Angelokastro la nord-vest. 
Poziția Castelul Kassiopi favoriza supravegherea Canalul Corfu ce separă insula de continent.
Castelul, construit probabil în secolul al VI-lea, în timpul domniei împăratului Mauricius, a fost distrus de catre venețieni deoarece apărătorii săi s-au opus predării Corfu-ului în 1386 și nu s-au predat de bunăvoie. Venețienii l-au distrus temându-se că ar putea fi capturat de inamici sau de localnici și folosit împotriva lor. Chiar și anii următorie nu l-au reparat sau întreținut, așa cum au facut cu Castelul Angelokastro și Vechea Cetate din Corfu. Consecința acțiunii venețiene a fost că, în timpul asediilor turcești din Corfu din 1537 și 1716, localnicii care nu au putut scăpa au fost uciși sau înrobiți. Există, de asemenea, dovezi furnizate de celebrii arhitecți venețieni Michele Sanmicheli și fiul său, Giangerolamo Sanmicheli, că, în timp ce aveau un contract cu venețienii pentru a consolida Vechea Cetate din Corfu, în perioada dintre asediile otomane (1537–1558), s-au transportat materiale de la Castelul Kassiopi la Vechea Cetate pentru reparații.
În urma celui de-al doilea mare asediu al Corfu, în 1716, venețienii au decis în cele din urmă să reconstruiască castelul, deși populația locală se mutase deja în alte locuri, inclusiv în satele de pe muntele Pantokrator.
În prezent, biserica Kassopitra și ruinele castelului bizantin stau mărturie despre trecutul bogat al fostului sat de pescari care, în ultimele decenii, a devenit una dintre numeroasele stațiuni de pe coasta de nord-est a insulei și o destinație populară pentru turiști.